# Francisco de la Peña
Francisco José de la Peña Dávila (Saltillo, 4 de junio de 1937 — 11 de octubre de 2017) fue un periodista, conocido por fundar El Heraldo de Saltillo y ser diputado local.

## Biografía
Francisco de la Peña nació el 4 de junio de 1937, en el rancho Tetillas, en el municipio de Saltillo, Coahuila de Zaragoza, su educación básica la hizo Colegio Ignacio Zaragoza y la preparatoria en el Ateneo de esa entidad. Después de terminar la preparatoria se proponía ingresar a la Escuela de Leyes para hacer la carrera de Derecho, pero mientras esperaba que iniciaran las clases en esa institución que se regía por un calendario escolar diferente al de las demás escuelas de Saltillo, entró a trabajar en el periódico El Sol del Norte como reportero, y le gustó tanto esa actividad que abandonó sus planes de convertirse en abogado. Aprendió el oficio al lado de connotados periodistas saltillenses como Roberto Orozco Melo, Javier Villarreal Lozano y Guillermo Meléndez Mata.
Cuando el General Raúl Madero González arribó al cargo de Gobernador de Coahuila invitó a Paco de la Peña a colaborar en su administración como Director de la Oficina de Prensa. En 1963, Roberto Orozco Melo fundó el periódico El Heraldo y le ofreció trabajo en el nuevo diario. Paco alternaba su trabajo en la Oficina de Prensa del gobierno con su actividad periodística en El Heraldo, y además se convirtió en corresponsal de los periódicos Excélsior, El Siglo de Torreón, La Voz del Norte, de Piedras Negras, y El Día, de Monclova. Al poco tiempo, Orozco Melo dejó la dirección de El Heraldo para incursionar en la política y desde entonces Paco se hizo cargo de la dirección del periódico, puesto que sigue ocupó hasta su muerte. Su labor como reportero se caracterizó porque nunca se valió de la grabadora ni de la libreta para registrar los hechos noticiosos; le bastaba su extraordinaria memoria; sólo anotaba en una tarjeta los datos numéricos.
En su faceta de agricultor, fue Presidente de la Federación Estatal de los Pequeños Propietarios de Coahuila, para defender los intereses comunes: tierra, producción, créditos, agua. Militó en las filas del PRI, y en ese instituto político fue presidente del Sector Juvenil, y Diputado por ese partido en la 48 Legislatura de Coahuila por el segundo distrito.
En el sexenio del Licenciado Eliseo Mendoza Berrueto fue director del Sistema de Agua Potable y Alcantarillado de Coahuila, que en ese entonces agrupaba 22 sistemas municipales de agua.
Paco de la Peña continuó al frente de El Heraldo, que hoy en día incluye en su título el nombre de su ciudad natal: El Heraldo de Saltillo, con el apoyo de sus hijos, Francisco, Alicia y Eduardo.